# أنطونيو دي جيبارا
أنطونيو دي جيبارا (بالإسبانية: Antonio de Guevara)‏ مؤرخ وفيلسوف أخلاقي إسباني، وُلد في منطقة كانتابريا في 1481. يعد واحدًا من أشهر الشخصيات المشهورة في عصر النهضة. وبرز كثيرًا بعدما إحصاء أعماله التي نُشرت في القرنين السادس عشر والسابع عشر، ووُجد أنها تقدر بستمائة مرة من إنتاج أوروبا وما نشر بها في ذلك الوقت. وتُوفي في مقاطعة لوغو 3 أبريل 1545.

## نشأته
ولد أنطونيو دي جيبارا في تريسنيو في منطقة كانتابريا في إسبانيا، وقيل أنه أقام في شبابه في بلاط الملكة إيزابيلا الأولى في قشتالة. في عام 1528، دخل الرهبنة الفرنسيسكانية، وبعد ذلك رافق الإمبراطور شارل الخامس، إمبراطور الإمبراطورية الرومانية المقدسة خلال رحلاته إلى إيطاليا وأجزاء أخرى من أوروبا. تم تعيينه مدعيًا عامًا للمحكمة الرئيسية. كان أكثر أعماله شهرة بعنوان ساعة الأمراء، التي نُشرت في بلد الوليد عام 1539. ووفقا لأحد أصدقائه، فإن هذا العمل كان بذرة ثمرة عمل لعشر سنوات، وهي رواية تعليمية، وقد تم ترجمتها إلى اللغة اللاتينية والإيطالية والفرنسية والإنجليزية، والتي تُرجمت بواسطة جي بورتشير.

## أعماله
- الكتاب الذهبي لماركوس أوريليوس (إشبيلية، 1528).
- راقب الأمير (بلد الوليد، 1529).
- قرية ازدراء المحكمة والعبادة (بلد الوليد، 1539).
- رسائل مألوفة (بلد الوليد، 1539 و1541).
- لاحظ العقيدة الخاصة لرجال الحاشية (بلد الوليد، 1539).
- عقد من القياصرة، لفيت: حياة عشرة أباطرة الرومان الذين زاد حجمهم في وقت حياة ماركوس أوريليوس العظيم (بلد الوليد، 1539).
- فن الدوران : مع العديد من التحذيرات لأولئك الذين تبحر في نفوسهم. (بلد الوليد، 1539).
- ملاحظة خاصة وعقيدة رجال الحاشية (بلد الوليد، 1539).
- الخطاب الديني والممارسة الحميدة (بلد الوليد، 1542).
- جبل الجمجمة، الجزء الأول والثاني.